# Roy Ward Baker
Roy Ward Baker (* 19. Dezember 1916 in London; † 5. Oktober 2010 ebenda) war ein britischer Filmregisseur und Filmproduzent.

## Leben
Als Jugendlicher jobbte Baker als Teejunge für die Gainsborough Studios in London und arbeitete sich in den darauffolgenden Jahren bis zum Regieassistenten hoch, unter anderem in den 1930er Jahren bei Alfred Hitchcock. Im Zweiten Weltkrieg arbeitete er gemeinsam mit Eric Ambler bei der Army Kinematograph Unit; danach drehten sie gemeinsam Bakers ersten Film, Zwielicht (1947). Zunächst als Roy Baker tätig, fügte er ab Mitte der 1960er Jahre seinen zweiten Vornamen Ward hinzu, um Verwechslungen mit einem britischen Filmeditor zu vermeiden.
In den 1960er und 1970er Jahren führte Baker bei einigen Horrorfilmen, meist des Hammer-Studios, Regie. Auch als Fernsehregisseur war er tätig; unter anderem drehte er 18 Folgen der Serie Simon Templar (The Saint, 1963–68), acht Episoden von Mit Schirm, Charme und Melone (The Avengers, 1965–68) und vier Episoden der Serie Die 2 (The Persuaders!, 1971/72). Einige dieser Fernseharbeiten wurden in Doppelfolgen auch in deutschen Kinos gezeigt. 1992 zog sich Baker vom aktiven Filmgeschäft zurück.

## Filmografie (Auswahl)
Filme
- 1945: What’s the Next Job? (Kurzfilm)
- 1947: Zwielicht (The October Man)
- 1948: The Weaker Sex
- 1949: Paper Orchid
- 1950: Die Nacht begann am Morgen (Morning Departure)
- 1950: Lebensgefährlich (Highly Dangerous)
- 1951: The House in the Square
- 1952: Versuchung auf 809 (Don’t Bother to Knock)
- 1952: Night Without Sleep
- 1953: Verhängnisvolle Spuren (Inferno)
- 1955: Eine Frau kommt an Bord (Passage Home)
- 1956: Jacqueline
- 1956: Tiger im Nebel (Tiger in the Smoke)
- 1957: Einer kam durch (The One That Got Away)
- 1958: Die letzte Nacht der Titanic (A Night To Remember)
- 1961: Sommer der Verfluchten (The Singer Not the Song)
- 1961: Schwarze Fackel (Flame in the Streets)
- 1962: Alarm auf der Valiant (The Valiant)
- 1965: Two Left Feet
- 1967: Das grüne Blut der Dämonen (Quatermass and the Pit)
- 1968: Die Giftspritze (The Anniversary)
- 1968: Hermetico – Die unsichtbare Region (The Fiction Makers)
- 1969: Banditen auf dem Mond (Moon Zero Two)
- 1969: Geheimagent John Smith: Zur Spionage erpreßt (The Spy Killer, Fernsehfilm)
- 1970: Geheimagent John Smith: Spion zum Austausch (Foreign Exchange, Fernsehfilm)
- 1970: Gruft der Vampire (The Vampire Lovers)
- 1970: Dracula – Nächte des Entsetzens (Scars of Dracula)
- 1971: Dr. Jekyll und Sister Hyde (Dr. Jekyll and Sister Hyde)
- 1972: Asylum
- 1973: In der Schlinge des Teufels (Vault of Horror)
- 1973: Embryo des Bösen (And Now the Screaming Starts!)
- 1974: Mission: Monte Carlo
- 1974: Die 7 goldenen Vampire (The Legend of the 7 Golden Vampires)
- 1976: The Switch
- 1979: Death Becomes Me
- 1981: Monster Club (The Monster Club)
- 1984: The Masks of Death (Fernsehfilm)

Fernsehserien
- 1962–1963: Kennziffer 01 (Zero One, 2 Folgen)
- 1963–1968: Simon Templar (The Saint, 18 Folgen)
- 1964: The Human Jungle (8 Folgen)
- 1964–1965: Gideon’s Way (3 Folgen)
- 1966–1967: Der Baron (The Baron, 4 Folgen)
- 1965–1968: Mit Schirm, Charme und Melone (The Avengers, 8 Folgen)
- 1968: Journey to the Unknown (Folge 1x03)
- 1969: Department S (Folge 1x04)
- 1969: The Champions (2 Folgen)
- 1969: Randall & Hopkirk – Detektei mit Geist (Randall & Hopkirk (Deceased), 2 Folgen)
- 1971–1972: Die 2 (The Persuaders, 4 Folgen)
- 1971–1972: Jason King (4 Folgen)
- 1973: Kein Pardon für Schutzengel (The Protectors, Folge 1x17)
- 1978: Simon Templar – Ein Gentleman mit Heiligenschein (The Return of The Saint, 2 Folgen)
- 1979: Danger UXB (3 Folgen)
- 1979–1980: Sherlock Holmes und Dr. Watson (Sherlock Holmes and Doctor Watson, 5 Folgen)
- 1979–1989: Der Aufpasser (Minder, 13 Folgen)
- 1981: Im Land des Feuerbaums (The Flame Trees of Thika, Miniserie, 7 Folgen)
- 1982: Q.E.D. (Folge 1x03)
- 1984–1985: The Irish R.M. (9 Folgen)
- 1986: Fairly Secret Army (7 Folgen)
- 1989: Saracen (Folge 1x07)
- 1992: The Good Guys (3 Folgen)